# Selenazole
Selenazole sind eine chemische Stoffgruppe aus dem Bereich der heterocyclischen Verbindungen und gehören zur Gruppe der Azole. Ihre Mitglieder sind fünfgliedrige cyclische organische Verbindungen, die ein Selen- und ein Stickstoffatom im Ringgerüst tragen. Die Stammsysteme bilden Selenazol (genauer: 1,3-Selenazol) und Isoselenazol (genauer: 1,2-Selenazol), wobei im Isoselenazol die beiden Heteroatome benachbart sind, beim Selenazol ein Kohlenstoffatom zwischen ihnen liegt. Sie enthalten heteroaromatische Fünfringe und sind Selenanaloga von Oxazolen und Thiazolen.

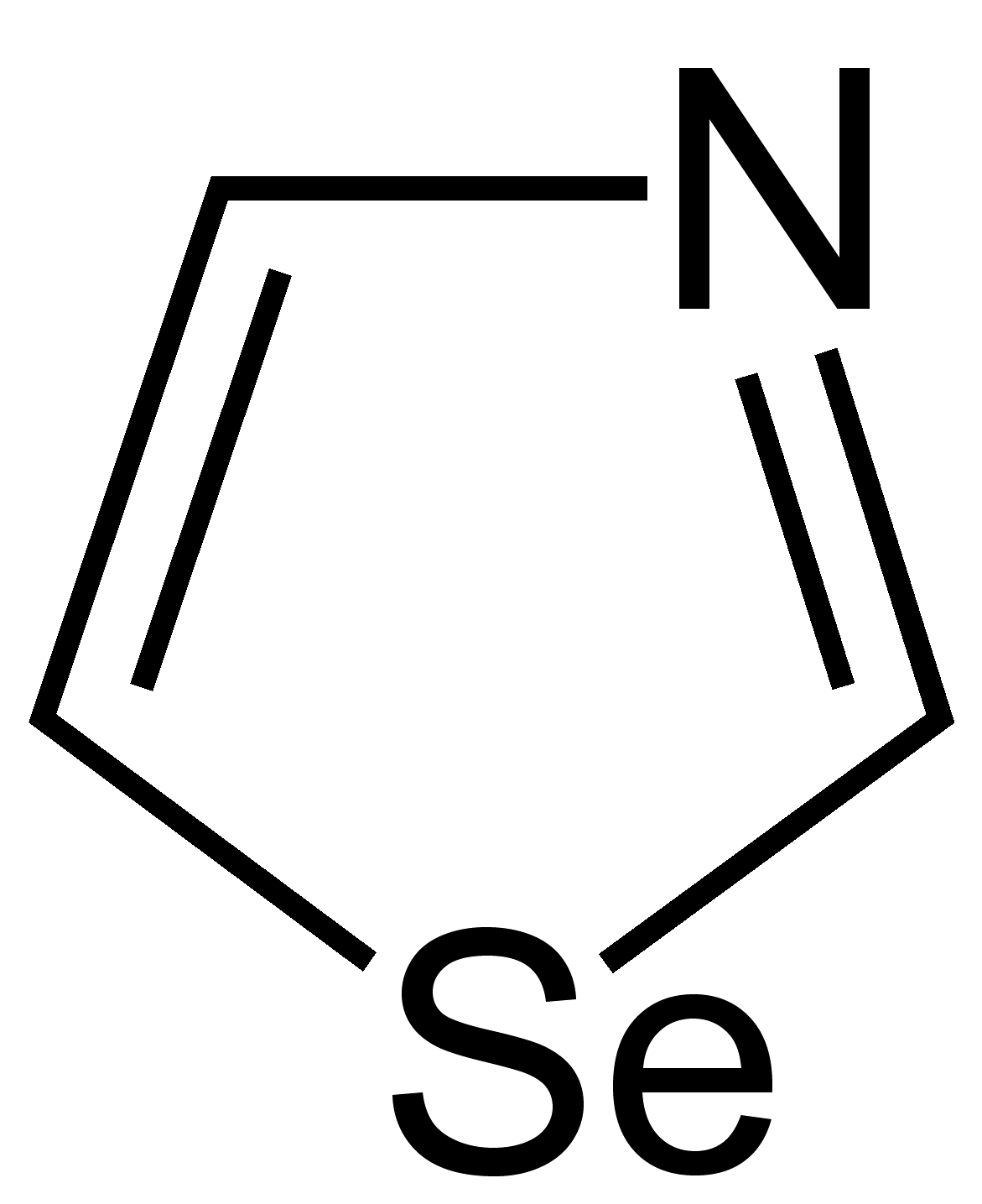
Selenazol (1,3-Selenazol)
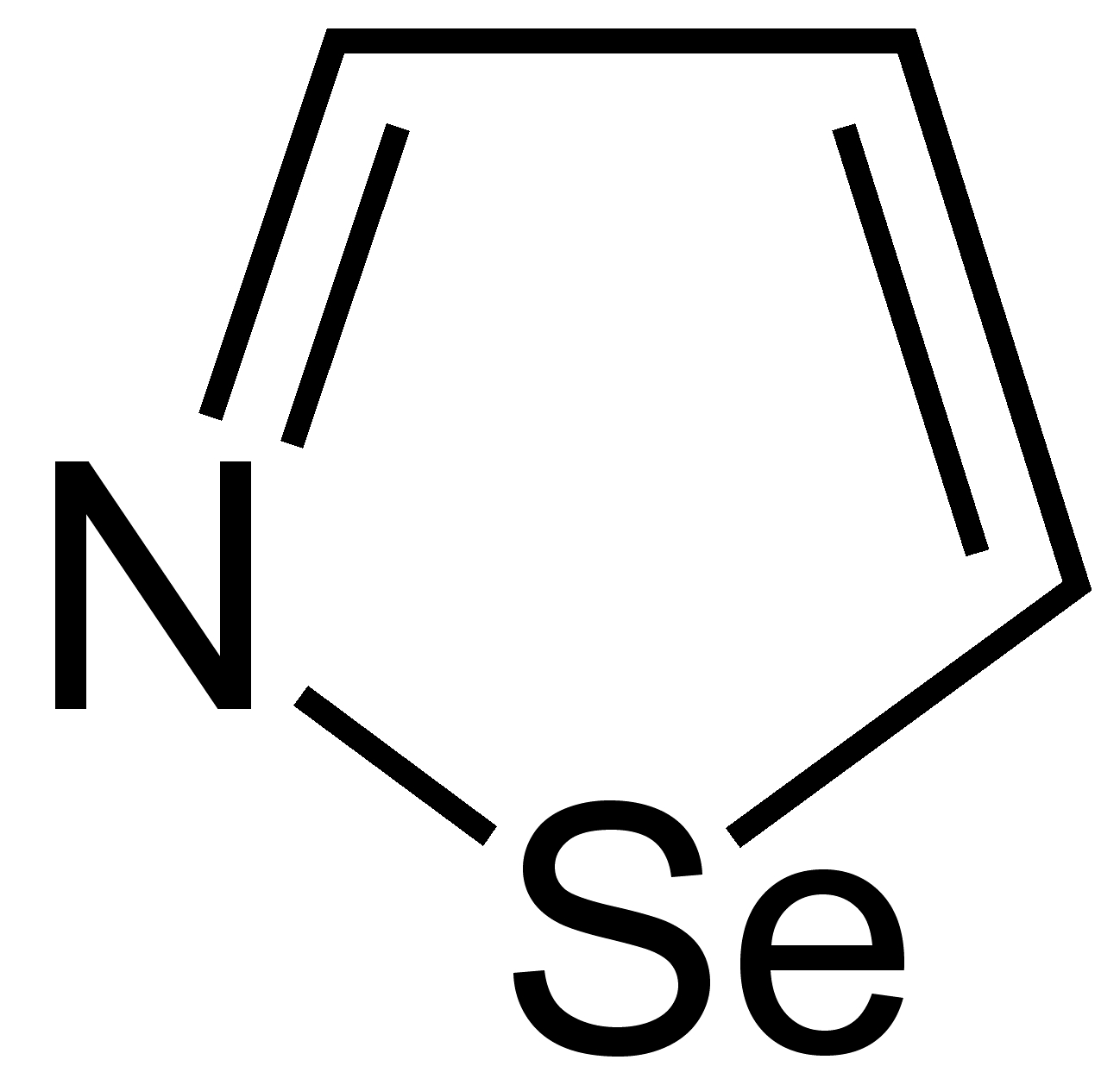
Isoselenazol (1,2-Selenazol)

## Darstellung
1,3-Selenazole werden meist nach einer Variante der Hantzsch-Thiazolsynthese hergestellt. Dazu werden statt Thionamiden Selenocarbonsäureamide mit α-halogenierten Carbonylverbindungen zur Reaktion gebracht, was direkt zu 1,3-Selenazolen führt.